# Coordenadas homogêneas

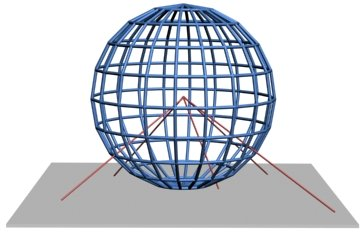
Os pontos de cada recta têm as mesmas coordenadas homogéneas.

Em geometria computacional, é utilizado em lugar do sistema de coordenadas cartesiano devido às vantagens que oferece no tratamento algébrico de pontos "no infinito".

## Definição
Por definição, um ponto representado por {\displaystyle (X,Y)} no sistema de coordenadas cartesiano é  representado, em coordenadas homogêneas, por {\displaystyle [x,y,w]}, onde X = x/ w e Y = y/ w.
Deste modo, o ponto cartesiano {\displaystyle (X,Y)} corresponde à uma infinidade de triplas {\displaystyle [wX,wY,w]}, incluindo o caso particular de {\displaystyle [x,y,1]}. O valor {\displaystyle w} é chamado de peso.
Este sistema permite representar pontos no infinito (ou direções), chamados (em geometria projetiva) de pontos impróprios, ao usar w = 0 e x ≠ 0 ou y ≠ 0. Por exemplo, o ponto impróprio que representa o feixe de retas paralelas ao eixo x tem coordenadas homogêneas {\displaystyle [0,x,0].}